# Cantó de Réchicourt-le-Château
El cantó de Réchicourt-le-Château és un cantó francès del departament del Mosel·la, situat al districte de Sarrebourg. Té 14 municipis i el cap és Réchicourt-le-Château.

## Municipis
- Assenoncourt
- Avricourt
- Azoudange
- Foulcrey
- Fribourg
- Gondrexange
- Guermange
- Hertzing
- Ibigny
- Languimberg
- Moussey
- Réchicourt-le-Château
- Richeval
- Saint-Georges

## Història
| Data d'elecció                           | Identitat        | Partit                     | Qualitat |
| ---------------------------------------- | ---------------- | -------------------------- | -------- |
| 1945-1951                                | M. Evrard        | Divers droite              |          |
| 1951-1970                                | M. Royer         | RPF, després divers droite |          |
| 1970-1982                                | Pierre Messmer   | UDR, després RPR           |          |
| 1982-2003                                | Fernand Charlier | Divers droite              |          |
| 2003-                                    | André Perrin     | Divers droite              |          |
| les dades anteriors no són pas conegudes |                  |                            |          |
|                                          |                  |                            |          |

## Demografia
| A partir de 1990 : Població sense dobles comptes |